# 삼성중학교 (경기)
삼성중학교(三省中學校)는 경기도 포천시 신북면 삼성당리에 있는 공립 중학교이다.

## 학교 연혁
- 1979년 12월 31일 : 6개 교실 준공
- 1980년 1월 24일 : 삼성중학교 학년당 3학급(총 9학급) 설립인가
- 1980년 3월 1일 : 초대 김성호 교장 취임
- 2006년 3월 1일 : 특색사업 교과교실 운영, 교과교실 수 10개
- 2010년 3월 2일 : 일반학급(3), 특수학급(6) 편성
- 2011년 2월 9일 : 체육관(목련관) 개관식
- 2011년 12월 12일 : 2015학년도 혁신학교 선정
- 2013년 3월 2일 : 혁신학교 클러스터(혁신학교 준비교) 지정
- 2014년 12월 12일 : 혁신학교 선정(2015.03.01.~2022.02.28.)
- 2020년 9월 1일 : 제18대 서건석 교장 취임
- 2024년 1월 4일 : 제42회 졸업식(총 졸업자수 2,395명)
- 2024년 3월 4일 : 제45회 입학식(신입생 5명)

## 참고 자료
- 삼성중학교 - 한국교육학술정보원 학교알리미